# 中华虾脊兰
中华虾脊兰（学名：Calanthe sinica）为兰科虾脊兰属下的一个种。其种加词sinica，意为“中华的”。